# Mitsubishi Type 73
Der Mitsubishi Typ 73 ist eine Serie von Pick-ups, die auch als SUV in der japanischen Armee verwendet werden. Mitsubishi Motors produziert das Modell seit 1973. In der Armee wird er offiziell als 1/2-Tonnen-Truck bezeichnet. Er kann mit verschiedenen Waffensystemen wie Kawasaki Typ 64 Anti-Panzer-Pods, Kawasaki Typ 79 und Kawasaki Typ 87 Anti-Panzer-Raketenwerfern, Komatsu Typ 60 rückstoßfreien Geschützen, Sumitomo MINIMI LMGs und Sumitomo M2 Maschinengewehren ausgerüstet werden.

## Mitsubishi Type 73 Light Truck (Kyū) (1973–1997)
Die erste Generation des Typ 73, auch als Mitsubishi Typ 73 Leicht-LKW (Kyu) bekannt, basierte auf dem Jeep CJ-3B, den Mitsubishi Motors unter Lizenz von Willys produzierte. Der erste Typ 73 Kyū startete mit dem Chassis des Jeep CJ-3B und wurde durch Modifikationen zum Mitsubishi-CJ-3B-J4, Mitsubishi CJ-3B-J4C und dann durch den Mitsubishi CJ-5A-J54A ersetzt. 1997 lief die Produktion aus, nachdem bereits seit 1996 der Nachfolger produziert wurde. Das Modell wurde auch exportiert auf die Philippinen und in den Südvietnam, darüber hinaus auch nach Neuseeland zur zivilen Nutzung. Als Antrieb kam jeweils ein wassergekühlter 4-Zylinder-Dieselmotor mit Schaltgetriebe zum Einsatz.

## Mitsubishi Type 73 Light Truck Shin
Der Mitsubishi Typ 73 Leicht-LKW (Shin) wird seit 1996 produziert. Das Chassis stammt nun vom Mitsubishi Pajero. Wie der Vorgänger kann er mit verschiedenen schweren Maschinengewehren und Panzerabwehr-Raketenwerfern ausgestattet werden. Neben dem Schaltgetriebe ist auch ein 4-Stufen-Automatikgetriebe erhältlich. Speziell für den Einsatz im Irak-Krieg wurden die Modelle mit Panzerglas ausgestattet, aus Sorge, dass die irakischen Guerillakämpfer ihre Fahrzeuge gezielt Provokationen verursachen würden, obwohl die JSDF Einheiten nicht an jeder Art von Kampfhandlungen eingesetzt werden dürfen aufgrund der Beschränkungen des Artikel 9 der japanischen Verfassung.

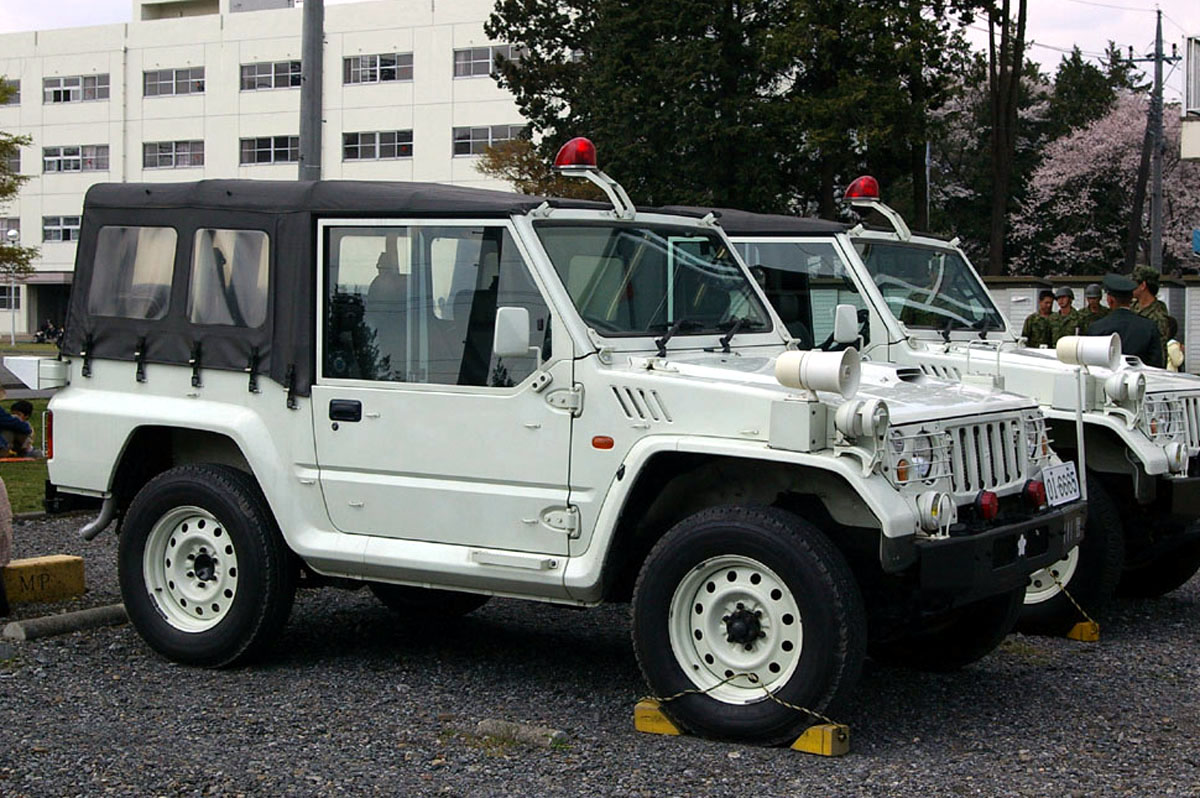
Mitsubishi Type 73 Light Truck Shīn

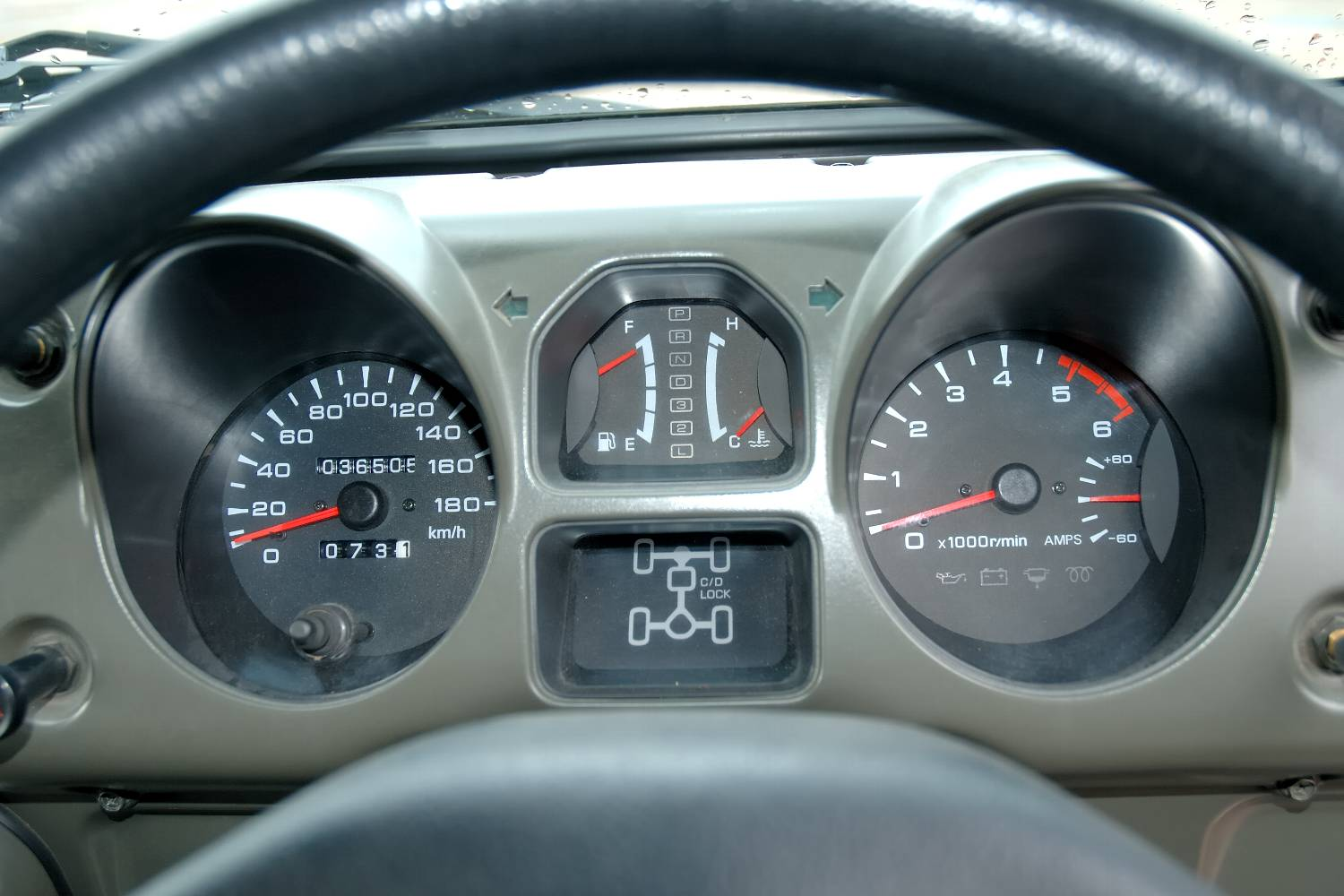
Armaturenbrett
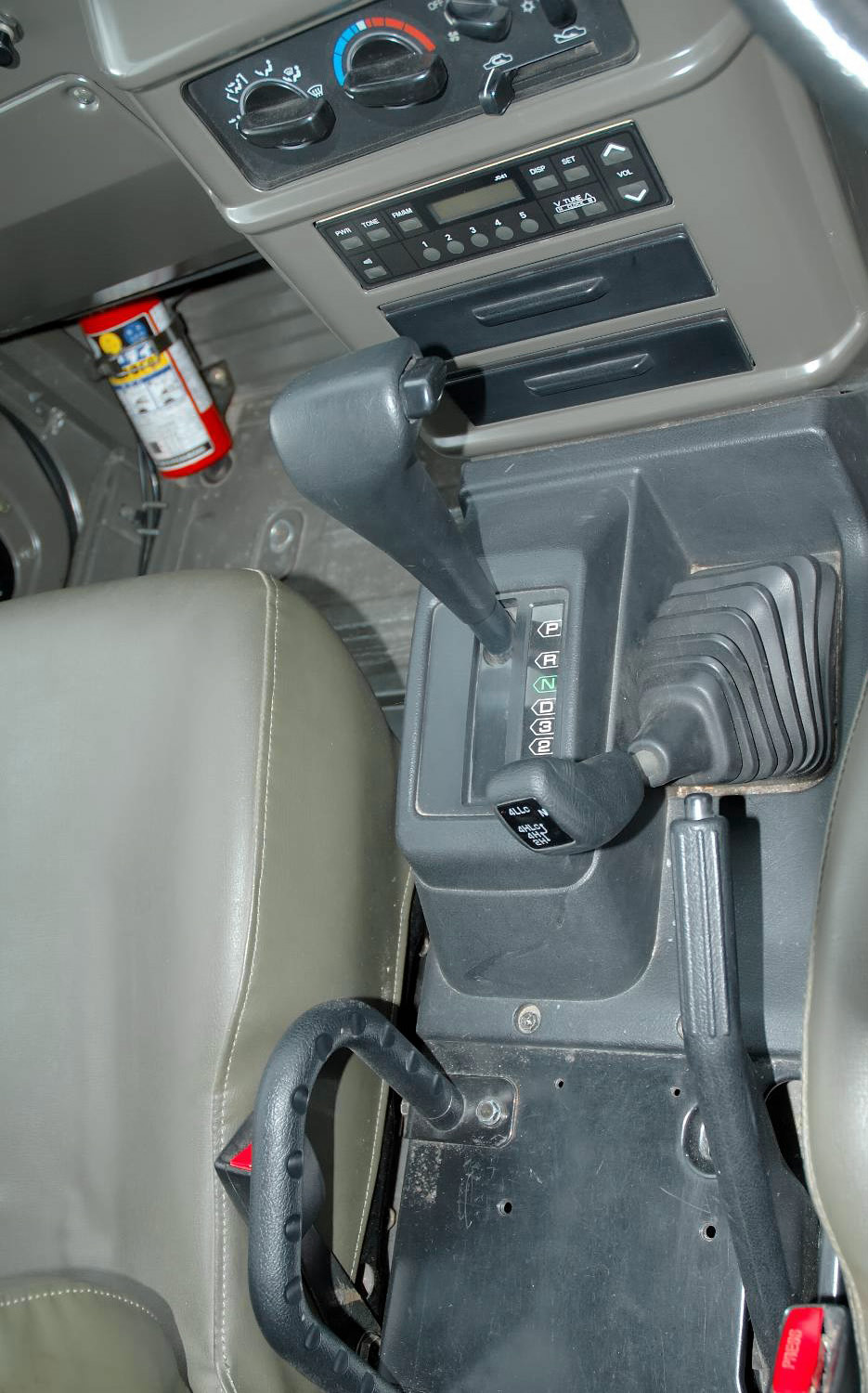
Blick auf die Getriebe